# Oscar Blansaer
Oscar Blansaer, född 13 november 1890, död 23 juni 1962, var en friidrottare från Belgien. Han deltog vid olympiska sommarspelen 1920.